# Lars Løkke Rasmussen
Lars Løkke Rasmussen (Vejle, 15 mei 1964) is een Deens politicus. Tussen 2009 en 2011 en van 2015 tot 2019 was hij premier van Denemarken. Sinds 2022 is hij minister van Buitenlandse Zaken in de regering van Mette Frederiksen.
Tot 2021 behoorde Rasmussen tot de liberale partij Venstre, waarvan hij tussen 2009 en 2019 politiek leider-partijvoorzitter was. Na zijn vertrek bij Venstre richtte hij de partij Moderaterne op.

## Biografie
Lars Løkke Rasmussen voltooide zijn middelbare school aan het Helsinge Gymnasium (eindjaar 1983) en studeerde daarna rechten aan de Universiteit van Kopenhagen (1992). Van 1990 tot 1995 werkte hij als zelfstandig consulent. Sinds 1989 is hij gehuwd met een Faeröerse lerares. Gezamenlijk hebben ze drie kinderen.

### Parlementslid en minister
Lars Løkke Rasmussen sloot zich in 1980 aan bij de jongerenafdeling van Venstre (Venstres Ungdom), waarvan hij later (1986–1989) de voorzitter werd. Bij de Deense parlementsverkiezingen van 1994 werd hij voor het eerst verkozen tot lid van het Folketing, het Deense parlement. 
Van eind 2001 tot eind 2007 was Rasmussen minister van Binnenlandse Zaken en Volksgezondheid in de eerste twee kabinetten van Anders Fogh Rasmussen. In het derde kabinet van Anders Fogh Rasmussen (2007–2009) was hij minister van Financiën.

### Premier van Denemarken
Op 5 april 2009 volgde hij Anders Fogh Rasmussen op als premier na diens benoeming tot secretaris-generaal van de NAVO. Kort daarop werd Lars Løkke Rasmussen tevens benoemd tot partijleider van Venstre.
Na een verkiezingsnederlaag werd Rasmussen op 3 oktober 2011 als premier opgevolgd door sociaaldemocraat Helle Thorning-Schmidt, met wie hij een felle verkiezingsstrijd had gevoerd. In de vier jaren die volgden was Rasmussen oppositieleider in het parlement. Bij de verkiezingen van 2015 werd het blauwe blok, ondanks een forse nederlaag voor Venstre, nipt de grootste en enkele weken daarna werd Rasmussen opnieuw tot premier benoemd. Vanaf dan leidde hij aanvankelijk een minderheidsregering, enkel bestaande uit zijn eigen partij en met gedoogsteun van enkele andere rechtse partijen, waaronder de Dansk Folkeparti, Liberal Alliance en Det Konservative Folkeparti. Ruim een jaar na het aantreden van dit kabinet verkreeg zijn regering alsnog een meerderheid toen de Liberal Alliance en Det Konservative Folkeparti alsnog bij Venstre in de regering stapten. Het kabinet maakte in het buitenland vooral naam door een zeer streng asielbeleid waarvoor een aparte minister (Inger Støjberg) werd benoemd.
Bij de verkiezingen van 2019 kon Rasmussen niet voorkomen dat de linkse oppositie opnieuw de macht greep. Het premierschap werd op 27 juni van dat jaar overgenomen door de sociaaldemocrate Mette Frederiksen. Onder druk van partijleden legde Rasmussen twee maanden later zijn leiderschap van Venstre neer.

### Nieuwe partij
Na vier decennia actief te zijn geweest voor Venstre, verliet Rasmussen de partij in 2021 en richtte hij een nieuwe liberale partij op: Moderaterne (Gematigden). Onder zijn leiding veroverden de Moderaterne bij de parlementsverkiezingen van 2022 ruim 9% van de stemmen en 16 zetels in het Folketing. Daarmee werden zij de derde partij van het land, achter de sociaaldemocraten van premier Frederiksen en het door Jakob Ellemann-Jensen geleide Venstre, dat zware verliezen incasseerde. Hoewel de zittende linkse regering genoeg zetels behield om door te kunnen regeren, nam Frederiksen het initiatief voor de formatie van een brede coalitie, waarbij ook de liberale en conservatieve partijen betrokken werden. Sinds 15 december 2022 zijn de Moderaterna vertegenwoordigd in het kabinet-Frederiksen II en is Rasmussen minister van Buitenlandse Zaken.
- Gemeinsame Normdatei: 142505242
- International Standard Name Identifier: 0000 0001 1437 6170
- Library of Congress Control Number: no2007139565
- Parlement.com: vi3zbcg4powa
- Virtual International Authority File: 9638250
- WorldCat: E39PBJtCFrMPMPKQTBVdjC7j4q